# المشاييح (وشحة)

تعديل مصدري - تعديل

المشاييح هي إحدى قرى عزلة بنى سعد بمديرية وشحة التابعة لمحافظة حجة، بلغ تعداد سكانها 515 نسمة حسب تعداد اليمن لعام 2004.